# Sternacanthus
Sternacanthus is een kevergeslacht uit de familie van de boktorren (Cerambycidae). De wetenschappelijke naam van het geslacht werd voor het eerst geldig gepubliceerd in 1832 door Audinet-Serville.

## Soorten
Sternacanthus omvat de volgende soorten:
- Sternacanthus allstoni Bates, 1870
- Sternacanthus batesii Pascoe, 1862
- Sternacanthus picicornis Thomson, 1861
- Sternacanthus picticornis Pascoe, 1857
- Sternacanthus sexmaculatus Bates, 1870
- Sternacanthus undatus (Olivier, 1795)
- Sternacanthus unifasciatus Aurivillius, 1922